# آنا بالاسيوس
آنا بالاسيوس (16 فبراير 1991 في الإكوادور - ) هي لاعبة كرة قدم إكوادورية في مركز الدفاع، شاركت في دورة الألعاب الأمريكية 2015. وشاركت مع منتخب إكوادور لكرة القدم للسيدات.

## وصلات خارجية
- آنا بالاسيوس على موقع الاتحاد الدولي (مؤرشف)  (الإنجليزية)
- آنا بالاسيوس على موقع الاتحاد الأوربي (الإنجليزية)
- آنا بالاسيوس على موقع قاعدة بيانات كرة القدم.إي يو (الإنجليزية)
- آنا بالاسيوس على موقع قاعدة بيانات كرة القدم.إي يو (الإنجليزية)
- آنا بالاسيوس على موقع Soccerway.com (الإنجليزية)